# 6521-es mellékút (Magyarország)
A 6521-es számú mellékút egy körülbelül öt kilométer hosszú, négy számjegyű mellékút Tolna vármegye északi határszélén.

## Nyomvonala
A 61-es főútból ágazik ki, annak 97+050-es kilométerszelvényénél, a Tolna vármegye Dombóvári járásához tartozó Attala központjában. Észak felé indul, Béke tér, majd Széchenyi utca néven, és mintegy 900 méter után kilép a település lakott területeiről, 2,7 kilométer után kiágazik belőle nyugat felé a 65 161-es számú mellékút, a 2,4 kilométerre fekvő Szentivánpuszta településrészre. Négy számjegyű útszámozása ismeretlen okból csak a megyehatárig tart, onnan számozatlan útként folytatódik. Egy darabig önkormányzati fenntartású, gyenge minőségű, de járható, makadámburkolatú mezőgazdasági útként, a Somogy vármegye Kaposvári járásához tartozó Gölle külterületén, majd Cserepespuszta településrészt elérve Inámpuszta településrészig, illetve a 6518-as útig újra országos közútnak minősül, és a 65 144-es számozást viseli.
Teljes hossza, az országos közutak térképes nyilvántartását szolgáló kira.gov.hu adatbázisa szerint 5,107 kilométer.